# Elephant and Castle
Elephant and Castle, ve zkratkách Elephant & Castle, E&C a česky lze neoficiálně přeložit jako Slon a hrad, je čtvrť a stejnojmenná křižovatka v městském obvodu Southwark města Londýn v Anglii. Nachází se také nalevém břehu řeky Temže (Thames).

## Historie a popis

### Název
Místo bylo nejdříve známé pod jménem Newington. Pozdější název Elephant and Castle je odvozen podle jména zaniklého zájezdního hostince umístěného na současném kruhové objezdu. Tento hostinec se zde v 18. století nacházel na místě dřívějšího nožířství/kovárny ze 17. století, jehož poznávacím znamením byl slon nesoucí na svém hřbetě hrad. To, že název hostince pochází z anglického zkomolení fráze La Infanta de Castilla jako odkazu na anglickou královnu Eleonora Kastilskou (1241–1290 ) nebo původně od tehdejšího výrobce Cutlers' Company byla vyvrácena.

### Historie a výstavba
V květnu 1557 byli William Morant, Stephen Gratwick a muž jménem King, známí jako Southwarští mučedníci, upáleni na hranici na Poli svatého Jiří na místě dnešního Metropolitan Tabernacle během mariánského pronásledování. V roce 1863 zde byla postavena železnice a v roce 1890 zde byla otevřena stanice metra Elephant & Castle (aktuálně linky metra Bakerloo Line a Northern Line). Vlivem urbanizace se oblast stala na konci georgiánského a ve viktoriánském období zastavěnou částí metropole a vznikaly zde domy a továrny. Zastavěním vznikla podzemní řeka Neckinger, která pramení v parku Geraldine Mary Harmsworth Park a protéká východně pod oblastí směrem k přístavu St Saviour's Dock, kde se vlévá do Temže. V roce 1861 zde byl postaven a vysvěcen kostel Metropolitan Tabernacle, kde působil slavný baptistický kazatel Charles Haddon Spurgeon. Metropolitan Tabernacle byl zničen při bombardování Londýna během druhé světové války, ale portikus a suterén se zachovaly. V roce 1957 byl Metropolitan Tabernacle přestavěn do nové a mnohem menší podoby, která se ale přizpůsobila dochovaným původním historickým prvkům. Během druhé světové války byl místní mariánský kostel také zničen bombardováním v roce 1940 a otevřené prostranství na jeho místě je známé jako St Mary's Churchyard. Oblast byla v 60. letech 20. století, v rámci poválečné přestavby, výrazně přebudována. Další vlna přestavby začala na konci roku 2000 postupnou demolicí brutalistického sídliště Heygate Estate, kde žilo více než 3000 lidí a které se postupem času proměnilo z oblíbeného místa k bydlení na místo s kriminalitou, chudobou a zchátralostí. Sídliště Heygate Estate bylo v roce 2010 zbouráno a nahrazeno projektem rozsáhlého parku Elephant Park. Místo je také známé muzei, divadly, nákupními centry, gastronomíí, školami, architekturou aj. Např. je zde Cinema Museum zřízené jako dobrovolnické muzeum s projekcemi klasických filmů a rozsáhlou sbírkou filmových památek a které sídlí ve starém chudobinci, kde slavný Charlie Chaplin žil jako dítě. Dále v roce 1965 zde bylo postaveno první kryté nákupní centrum v Evropě. Výšková budova Draper House, která byla v roce 1964 postavena, tak byla se svými 25 patry nejvyšší stavbou v Londýně. V roce 2010, zde byla dokončena 148 metrů vysoká budova Strata SE1. Ve 21. století je místo známé a populární gentrifikací s přídechem etnické a kulturní rozmanitosti, ekologie a trvalé udržitelnosti.